# Dinamo Kemerowo
Dinamo Kemerowo (ros. Футбольный клуб «Динамо» Кемерово, Futbolnyj Kłub "Dinamo" Kiemierowo) – rosyjski klub piłkarski z siedzibą w Kemerowie.

## Historia
Chronologia nazw:
- 1991—1993: Dinamo Kemerowo (ros. «Динамо» Кемерово)

Piłkarska drużyna Dinamo Kemerowo została założona w 1991.
W sezonie 1991 startował w drugiej niższej lidze ZSRR i zajął 13. miejsce.
Z rozpoczęciem rozrywek piłkarskich w Rosji w 1992 występował w Drugiej Lidze. W pierwszym że sezonie zajął wysokie piąte miejsce w grupie. W następnym sezonie zajął czwarte miejsce. Jednak przed rozpoczęciem sezonu 1994 zrezygnował z dalszych występów na poziomie profesjonalnym i został pozbawiony statusu klubu profesjonalnego. 

## Osiągnięcia
- 4. miejsce w Rosyjskiej Drugiej Lidze, grupie 7: 1993